# Buffalo buffalo Buffalo buffalo buffalo buffalo Buffalo buffalo

Hierarchische Konstruktionsdarstellung
S = Satz
NP = Nominalphrase
RC = Relativsatz
VP = Verbalphrase
PN = Eigenname
N = Substantiv
V = Verb

„Buffalo buffalo Buffalo buffalo buffalo buffalo Buffalo buffalo.“ ist ein grammatisch korrekter englischsprachiger Satz. Er ist ein gebräuchliches Beispiel dafür, wie aus einem homophonen bzw. homonymen Ausdruck aufgrund der Polysemie komplexe Sätze gebildet werden können.

## Hintergrund
Ins Deutsche übersetzt bedeutet der Satz: „Büffel aus Buffalo, die von Büffeln aus Buffalo schikaniert werden, schikanieren Büffel aus Buffalo.“ Er verwendet „buffalo“ in den Bedeutungen ‹Bison (Mehrzahl)›, ‹Stadt Buffalo› sowie ‹täuschen, irreführen, ins Bockshorn jagen [Am.]› (englisch to buffalo).

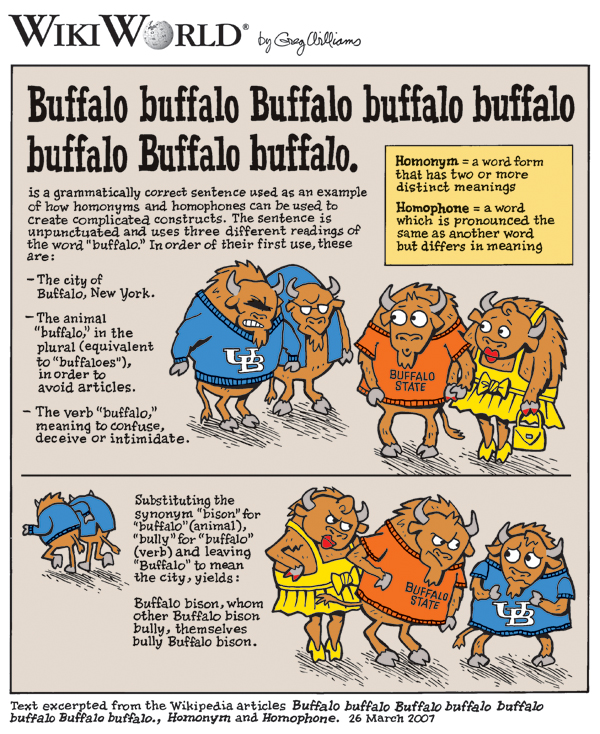
Darstellung in einem comic strip

Als Urheber des Satzes werden sowohl Word Ways-Redakteur Dmitri Borgmann als auch William J. Rapaport, Professor an der University at Buffalo, The State University of New York sowie Annie Senghas, eine ehemalige Studentin Steven Pinkers genannt.